# ران کری (بازیگر)
ران کری (انگلیسی: Ron Carey; ۱۱ دسامبر ۱۹۳۵ – ۱۶ ژانویهٔ ۲۰۰۷) هنرپیشه اهل ایالات متحده آمریکا بود.
از فیلم‌هایی که وی در آن نقش داشته‌است، می‌توان به مشکل‌سازان، لوک خوش‌شانس، فیلم صامت، جانی خطرناک، اضطراب بالا و تاریخ جهان، قسمت ۱ اشاره کرد.